# ألان ستاوت
ألان ستاوت (بالإنجليزية: Alan Stout)‏ هو فيلسوف أسترالي، ولد في 9 مايو 1900، وتوفي في 20 يوليو 1983.